# L'union fait la force (jeu télévisé)
Pour les articles homonymes, voir L'union fait la force (homonymie).
 (mars 2019).
Si vous disposez d'ouvrages ou d'articles de référence ou si vous connaissez des sites web de qualité traitant du thème abordé ici, merci de compléter l'article en donnant les références utiles à sa vérifiabilité et en les liant à la section « Notes et références ».
L'union fait la force est un jeu télévisé québécois animé par Patrice L'Écuyer et diffusé durant 12 ans, entre le 1er septembre 2003 et le 17 avril 2015, à la télévision de ICI Radio-Canada.

## Histoire
L’émission L’union fait la force est née d’une idée de Jean-Claude Lespérance qui, en 2002, souhaitaient créer un jeu questionnaire à la mesure des intérêts et des habiletés d’animateur de l’animateur Patrice L’Ecuyer.
C’est Dominique Lévesque qui a été appelé à la barre du développement conceptuel du projet et Pierre Huet est ensuite venu se joindre à l’équipe. Une fois l’intérêt de Radio-Canada bien engagé dans l’initiative, Michel Chamberland et sa compagnie de production Serdy Vidéo, puis avec Télé-Génik, se sont investis dans le projet à leur tour. Finalement, le concept s’est affiné et c’est toute une équipe, avec Marc Paquette à titre de réalisateur-coordonnateur, qui a contribué à créer le jeu questionnaire le plus original du Québec.
L’union fait la force a remporté le Prix Gémeaux du Meilleur jeu à trois reprises, (2004-2005-2006), ce qui a permis à l’émission d’être intronisée Immortelle de la Télé en 2007. (L'Académie canadienne du cinéma et de la télévision a créé les Immortels de la Télé afin d'honorer une émission ayant remporté trois Prix Gémeaux dans la même catégorie.
L'émission a aussi valu quatre prix comme Meilleur animateur de jeu à Patrice L'Ecuyer (Metrostar et Artis)

## La création du jeu
Les concepteurs ont imaginé plus d’une centaine de jeux, tous plus divertissants les uns que les autres, et dont plusieurs dizaines mettant en vedette la langue française. En souhaitant que tous les téléspectateurs y trouvent leur compte, voici ce que le concepteur Dominique Lévesque dit à ce sujet :
« Le cerveau gauche est analytique, le droit est synthétique. Le gauche est intellectuel, le droit est intuitif. Et bien des différences existent encore entre nos deux moitiés de cerveau : verbal/non verbal, objectif et subjectif, logique et irrationnel, précis ou approximatif.
La majorité des jeux que je regardais à la télé faisaient une belle part à la mémoire ou au hasard mais rarement pouvait-on utiliser l’ensemble de notre cerveau dans un plaisir plus global. C’est ce que j’ai essayé de faire, après bien des tâtonnements,  en créant  L’union fait la force. En plus d’utiliser des formes de jeux classiques, j’ai tenté de développer un nouvel angle dans les jeux qui soit propre à cette émission. En perpétuelle évolution au cours des douze années de son existence, L’union fait la force a fait fonctionner notre cerveau globalement, avec un petit sourire neuronal… »

## Statistiques et autres informations
Modèle:Section non-sourcée
L'émission a été diffusée du lundi au vendredi, de 2003 à 2012 sur les ondes de ICI Radio-Canada.
Consiste en 2119 émissions au total, composées de quatre à cinq jeux différents à chaque jour d’une même semaine. 
Plus de 100 jeux ont été conçus et 100 000 questions ont été préparées.
Le célèbre jeu La petite école, mettait en vedette des questions préparées par des élèves et des enseignants d’écoles en provenance de toutes les régions de la province. Le jeu a été joué et présenté à la télé plus de 500 fois. Un jeu redouté par les artistes qui ont d’ailleurs échoué leur deuxième année à 66 reprises. Le jeu a été adapté au fil des années, présenté le mardi, puis deux fois par semaine les mardis et jeudis. L’ajout d’un cinquième joueur pour « sauver » l’équipe a permis aux concurrents de marquer plus de points. Une équipe a enfin réussi à battre tous les records en répondant à toutes les questions dans la semaine qui a précédé la fin de la diffusion de l’émission, en avril 2015!
L’émission a accueilli 274 artistes différents, certains à plusieurs reprises. Réal Bossé détient le record du plus grand nombre de participations avec 16 semaines et 39 victoires. Chantal Lamarre le suit de près avec 15 semaines et 44 victoires à son actif.
Trois livrets-jeux de l’émission ont été produits et publiés par les éditions La Presse.

## Équipe de production
Plus de 200 personnes ont collaboré à la production de l’émission durant son histoire.  
L’équipe principale de production du contenu était composée des personnes suivantes :
Concepteur de l’émission : Dominique Lévesque
Concepteurs des jeux : Dominique Lévesque, Pierre Huet, Jean Beaumont, Daniel Brouillette, Denis Fouché, Point Virgule Communications, Stéphanie Bull
Scripteurs : Dominique Lévesque, Pierre Huet, Danièle Darveau, Danielle Pitre
Directrice du contenu : Danièle Darveau
Réviseure et correctrice : Danielle Pitre
Juge : Daniel Turcotte
Recherchistes : Rosiane Machabée, Danièle Darveau
Infographie : Ève Bernier, Sara Lemire, Myrianne Beaudoin-Thériault, Catherine Péloquin, Christelle Bellini
Support technique : Fred Rousseau
Illustrations : Éric Godin, Serge Gaboury
Réalisateur-coordonnateur : Marc Paquette
Réalisateur : Mario Mercier
Assistante à la coordination : Anne Gobeil
Directrice de site : Isabelle Benoit
Animateurs de foule : Dany Gagnon, Alain Martel
Productions Télé-Génik : Michel Chamberland, Christiane Rivard